# Égbekiáltó bűnök
Az égbekiáltó bűnök, avagy a négy égbekiáltó bűn, teljes nevükön „bűnök melyek az égre kiáltanak bosszúért” a keresztény hamartiológiában megnevezett négy bűn. A katolikus teológiában olyan különlegesen súlyos bűnök, melyek kivívják Isten haragját. A hét főbűnnel és a Szentlélek elleni hat bűnnel együtt ezek Krisztus törvényének legsúlyosabb megsértései, a katolikus erkölcsteológia sarokkövei.

## Teológia
A katolikus teológiában négy égbekiáltó bűn van, a Biblia alapján:
- Gyilkosság (szándékos emberölés [=szántszándékból megölni egy ártatlant]) (Ábel vére) (Ter 4,10);
- "Fajtalanság[1] (szodomai bűn)",[2] "természetellenes testi bűn"[3] [=homoszexualitás, szodómia] (Szodoma és Gomorra lakóinak bűne) (Ter 18,20; 19,13);

Tágabban véve idetartozik az anális közösülés általában (amely férfi és nő között is létrejöhet), valamint bármely nemi tevékenység, mely nem irányul fajfenntartásra. Szűken véve viszont kifejezetten a homoszexualitást ítéli el: Szodoma és Gomorra bűne, hogy lakói "más test után jártak", ami a mérvadó Haydock-bibliamagyarázat szerint azt jelenti, hogy természetellenes gyönyöröket kerestek az azonos neműekkel.
- A szegények, özvegyek és árvák sanyargatása (Kiv 3,7-10; 22,20-22);
- A munkások bérének megrövidítése vagy visszatartása (MTörv 24,14-15; Jak 5,4).

Ezen bűnök tulajdonsága, hogy az Isten alkotta természettel és természetes ösztönökkel ellenkeznek. A szándékos gyilkosság szembemegy Isten felségjogával [=szuverenitás] minden élet fölött; a szodómia elfajzása az igazi, az emberi faj fenntartására irányuló nemi ösztönnek; a szegények sanyargatása kioltja a minden emberi szívben ottlévő irgalmat; a bérből élőket becsapni az ösztönös társadalmi érzék ellen van, mely a társadalom tagjainak tulajdonát óvja. Ilyetén nyilvánvaló, hogy ezen bűnök az emberi faj pusztulásához vezetnek.
A Biblia szerint Ábel megöléséért Káin száműzetéssel bűnhődik; a Szodoma és Gomorra lakóit Isten tűz- és kénesővel pusztítja el; a szegények sanyargatásáért Isten a fáraót és az egyiptomiakat a tíz csapással sújtja.